# Renedy Singh
Potsangbam Renedy Singh, född 20 juni 1979 i Imphal, är en indisk fotbollsspelare (mittfältare). Singh gjorde 61 landskamper och fem mål för Indiens landslag och var med i truppen till Asiatiska mästerskapet 2011.
Renedy Singh blev i februari 2015 utlånad till CSKA Sofia, och blev därmed den första indiska spelaren i en bulgarisk klubb.